# Ammotrecha stollii
Ammotrecha stollii es una especie de arácnido  del orden Solifugae de la familia Ammotrechidae.

## Distribución geográfica
Se encuentra en América Central y en Estados Unidos.